# استفانو کازارتو
استفانو کازارتو (انگلیسی: Stefano Casarotto؛ زادهٔ ۱۳ ژوئن ۱۹۹۶) بازیکن فوتبال است.